# ورازشاپور
ورازشاپور یا برازشاپور (پارسی میانه: Waraz-Šapuhr) یکی از فرماندهان ایرانی شاهنشاه شاپور دوم ساسانی (حک. ۳۰۹–۳۷۹) بود. از او در داستان‌های حماسی پاوستوس بوزاند یاد شده‌است. برخی او را یک شخصیت تخیلی می‌دانند.

## زندگی
از ورازشاپور به تنهایی در یاد شده‌است اما برخی از پژوهشگران او را همان فرستاده‌ای می‌دانند که به گفتهٔ پطرس پاتریسی در سال ۲۹۸ از سوی شاهنشاه نرسه (حک. ۲۶۲–۳۰۲) به پیشگاه امپراتور دیوکلسین (حک. ۲۸۴–۳۰۵) رفت تا در مورد جنگ‌های میان ایران و روم مذاکره کند. او همچنین ورازشاپور را از خاندان سورن سیستان، یکی از هفت خاندان ممتاز ایران، می‌خواند. به گفتهٔ پاوستوس او در اواخر دوران حکومت تیگران هفتم ارمنستان (حک. ۳۳۹–۳۵۰) مرزبان آذربایجان بود.